# Arreglo de subgraves
El arreglo de subgraves corresponde a una colocación determinada de cajas acústicas de subgraves. Además, dependiendo de la acústica que se quiera conseguir y de las necesidades que se pretendan cubrir se distinguirán diferentes tipos de arreglos. Hay que tener en cuenta que los subgraves cubren la parte más baja del espectro sonoro y por lo tanto su longitud de onda será de mayor distancia. Lo que se pretende con los arreglos de subgraves es cubrir las frecuencias más bajas del sistema de P.A en un directo sin llegar a formar bolas de graves o una presión sonora demasiado elevada, a su vez se pretenderá cubrir en su totalidad la parte de la audiencia con la menor diferencia de nivel de presión sonora entre zonas. Para ello se deberá tener en cuenta la acústica de la sala así como las especificaciones técnicas de los diferentes tipos de cajas de graves. Es fundamental medir la respuesta en frecuencia y la fase del arreglo con un medidor RTA.
La colocación de las cajas acústicas depende en gran parte de las características del espacio o recinto, del peso, de las posibilidades etc. Pero las más utilizadas suelen ser stackeadas, es decir una encima de otra; voladas o colgándolas de alguna estructura y en línea, es decir, una al lado de otra y así sucesivamente.
Dependiendo de la colocación de las cajas se podrá distinguir entre diferentes arreglos.

## Caja Única
Este arreglo es el más básico, consistiendo simplemente en una única caja en el centro que, dependiendo de sus características, normalmente omnidireccionales, irradiará con un diagrama polar omnidireccional alrededor de todo su eje.

## Configuración L/R
Es quizá la más simple de todas, consiste en un subgrave cubriendo la zona izquierda y otro la derecha. El inconveniente de este arreglo aparece cuando la zona que se pretende cubrir es demasiado extensa y las cajas no dan cubierto toda la zona de la audiencia por lo que se apreciará una ausencia de señal. Además de encontrarnos con el problema de los "pasillos de cancelación", producidos por los distintos tiempos de llegada de cada uno de los dos sistemas de subgraves (L/R) a los distintos puntos de escucha en la audiencia. Tendremos puntos en los que las ondas de ambos subgraves llegan a la vez (en fase y por tanto se suman) y puntos donde un subgrave llegue antes que el otro, lo que producirá paulatinamente que las ondas, al no llegar en el mismo ciclo, empezarán a anularse y crear pasillos.

## Arreglo Cardioide
Con esta disposición de cajas pretendemos hacer que la suma entre sus patrones polares irradie lo más directivamente posible hacia la zona de la audiencia. Dado que la mayoría de subgraves son omnidireccionales es aconsejable utilizar algún tipo de arreglo para manejar adecuadamente el nivel de SPL según la necesidad que se tenga.

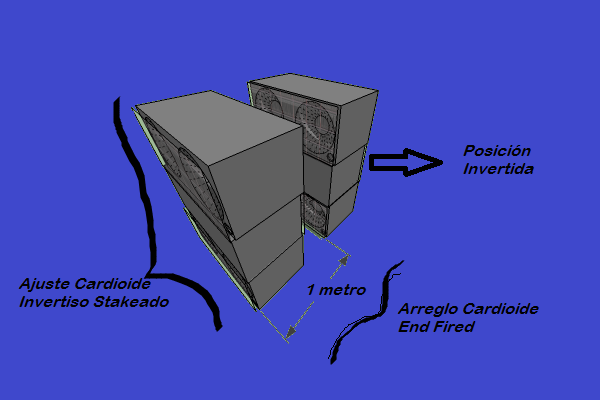
Arreglo de Subgraves Combinado End Fired + Invertido

Invertido-Un ejemplo de arreglo cardioide puede ser con tres cajas en donde la caja de subgraves del medio esté en posición contraria a las otras dos, irradiando hacia la parte trasera y a la que le aplicaremos una inversión de polaridad; esto provocará que surja una cancelación hacia la parte trasera y una suma hacia la parte delantera.
End Fired-Otro arreglo de interés según Harry Olson es el denominado "End Fire Line Source", el cual consiste en agrupar cajas de subgraves una detrás de otra para conseguir un patrón cardioide. (Se requieren al menos 4 cajas de subgraves para cancelar 2 octavas)
En este arreglo necesitamos añadir un delay progresivo a cada caja desde un canal de delay independiente. La distancia entre ellos debe ser marcada por el delay electrónico aunque se suele escoger la distancia de 1 metro (afectando a la frecuencia de 85Hz).

## Arreglo en Línea
El arreglo en línea consiste en alinear horizontalmente un número de subgraves para alcanzar una suma total entre ellos. La distancia a la que estos están separados dependerá de la frecuencia a la que se sumen señales. Esta disposición de subgraves puede causar varios inconvenientes como por ejemplo una cobertura estrecha.

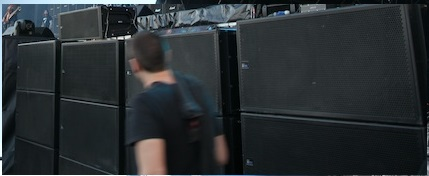
Arreglo Combinado Lineal stackeado

## Arco de Subgraves
Este arreglo puede llevarse a cabo de varias formas. La electrónica en donde se aplicará una serie de delays a un arreglo en línea para simular un arco, o el arco de subgraves físico en donde moveremos las cajas añadiendo así un delay físico. Esta configuración de subgraves es cada día más utilizada puesto que permite una mayor homogeneidad de la cobertura, así como la menor diferencia entre campo lejano y campo cercano.

## Combinaciones
Muchos de los técnicos e ingenieros de sonido optan por combinar arreglos según los problemas o necesidades que tengan que cubrir, esto resulta una idea interesante ya que mediante la combinación de varias técnicas de colocación así como también de ajuste del arreglo, se podrían conseguir resultados mejores que con un arreglo solamente.